# Філ Далгауссер
Філ Далгауссер  (англ. Phil Dalhausser; нар. 26 січня 1980, Баден) — американський пляжний волейболіст, олімпійський чемпіон.

## Виступи на Олімпіадах
| Олімпіада   | Дисципліна       | Місце |
| ----------- | ---------------- | ----- |
| Пекін 2008  | пляжний волейбол | 1     |
| Лондон 2012 | пляжний волейбол | =9    |